# Scott County (Mississippi)
Das Scott County ist ein County im US-Bundesstaat Mississippi. Der Verwaltungssitz (County Seat) ist Forest. Das U.S. Census Bureau hat bei der Volkszählung 2020 eine Einwohnerzahl von 27.990 ermittelt.
Das County gehört zu den Dry Countys, was bedeutet, dass der Verkauf von Alkohol eingeschränkt oder verboten ist.

## Geographie
Das County liegt etwas südlich des geographischen Zentrums von Mississippi und hat eine Fläche von 1581 Quadratkilometern, wovon drei Quadratkilometer Wasserfläche sind. Es grenzt an folgende Countys:
| Madison County | Leake County | Neshoba County |
| Rankin County  |              | Newton County  |
|                | Smith County | Jasper County  |

## Geschichte
Das Scott County wurde am 23. Dezember 1833 aus Teilen des Choctaw-Landes gebildet. Benannt wurde es nach Abram M. Scott (1785–1833), einem Gouverneur von Mississippi (1832–1833).
Fünf Bauwerke und Stätten des Countys sind im National Register of Historic Places eingetragen (Stand 3. Februar 2018).

## Demografische Daten

Alterspyramide des Scott Countys (Stand: 2000)

Nach der Volkszählung im Jahr 2000 lebten im Scott County 28.423 Menschen in 10.183 Haushalten und 7.535 Familien. Die Bevölkerungsdichte betrug 18 Personen pro Quadratkilometer. Ethnisch betrachtet setzte sich die Bevölkerung zusammen aus 57,20 Prozent Weißen, 38,88 Prozent Afroamerikanern, 0,31 Prozent amerikanischen Ureinwohnern, 0,18 Prozent Asiaten, 0,02 Prozent Bewohnern aus dem pazifischen Inselraum und 2,52 Prozent aus anderen ethnischen Gruppen; 0,89 Prozent stammten von zwei oder mehr Ethnien ab. 5,84 Prozent der Bevölkerung waren spanischer oder lateinamerikanischer Abstammung, die verschiedenen der genannten Gruppen angehörten.
Von den 10.183 Haushalten hatten 36,2 Prozent Kinder unter 18 Jahren, die mit ihnen lebten. 49,8 Prozent waren verheiratete, zusammenlebende Paare, 18,8 Prozent waren allein erziehende Mütter und 26,0 Prozent waren keine Familien. 22,2 Prozent aller Haushalte waren Singlehaushalte und in 10,0 Prozent lebten Menschen im Alter von 65 Jahren oder darüber. Die durchschnittliche Haushaltsgröße lag bei 2,76 und die durchschnittliche Familiengröße bei 3,21 Personen.
28,6 Prozent der Bevölkerung war unter 18 Jahre alt, 9,6 Prozent zwischen 18 und 24, 27,9 Prozent zwischen 25 und 44, 21,4 Prozent zwischen 45 und 64 Jahre alt und 12,4 Prozent waren 65 Jahre oder älter. Das Durchschnittsalter betrug 34 Jahre. Auf 100 weibliche kamen statistisch 94,4 männliche Personen und auf 100 Frauen im Alter von 18 Jahren oder darüber kamen 90,1 Männer.

Das durchschnittliche Einkommen eines Haushaltes betrug 26.686 USD, das einer Familie 31.487 USD. Männer hatten ein durchschnittliches Einkommen von 26.406 USD, Frauen 18.459 USD. Das Prokopfeinkommen lag bei 14.013 USD. Etwa 16,5 Prozent der Familien und 20,7 Prozent der Bevölkerung lebten unterhalb der Armutsgrenze.

## Städte und Gemeinden
| Citys - Forest - Morton | Towns - Lake1 - Sebastopol2 |

Unincorporated Communitys
| - Forkville - Harperville - Hillsboro - Homewood | - Ludlow - Norris - Pulaski |

1 – teilweise im Newton County

2 – teilweise im Leake County